# The One That You Love (canción)
«The One That You Love» es una canción del dúo británico-australiano de soft rock Air Supply, lanzada como sencillo de su sexto álbum de estudio del mismo nombre. Fue escrito por Graham Russell y producido por Harry Maslin.
En Estados Unidos alcanzó el número 1, encabezando la lista Billboard Hot 100 el 25 de julio de 1981 y permaneciendo allí durante una semana. "The One That You Love" también alcanzó el número 2 durante cinco semanas en la Billboard Adult Contemporary. En Canadá llegó al puesto 3 de las listas RPM Top Singles y RPM Adult Contemporary. En Australia alcanzó el número 10.  

## Posicionamiento en listas
| Lista (1981)                        | Máxima posición |
| ----------------------------------- | --------------- |
| Australia (Kent Music Report)       | 10              |
| Canadá (RPM Top Singles)            | 3               |
| Canadá (RPM Adult Contemporary)     | 3               |
| Estados Unidos (Billboard Hot 100)  | 1               |
| Estados Unidos (Adult Contemporary) | 2               |
| Estados Unidos (Cash Box Top 100)   | 1               |
| Estados Unidos (Record World)       | 1               |
| Nueva Zelanda (Recorded Music NZ)   | 26              |